# Kalvin Ketu Jih
Kalvin Ketu Jih (Limbe, 6 de junio de 1997) 
es un futbolista camerunés. Juega como extremo derecho y su equipo es el Hercules de Alicante CF de la Segunda División RFEF.

## Clubes
| Club                         | País   | Año       |
| ---------------------------- | ------ | --------- |
| Alcobendas CF                | España | 2016-2017 |
| Rayo Vallecano B             | España | 2017-2021 |
| UP Langreo (cedido)          | España | 2020-2021 |
| Cultural y Deportiva Leonesa | España | 2021-2022 |
| Racing Rioja Club de Fútbol  | España | 2022-2023 |
| Hércules de Alicante CF      | España | 2023-Act. |